# Maru 5 Keikaku
Das 5. Kreis-Bauprogramm (japanisch まるごけいかく Maru 5 Keikaku) war ein Flottenrüstungsprogramm der Kaiserlich Japanischen Marine von 1941, das zwischen 1942 und 1950 umgesetzt werden sollte.

## Hintergrund

Entwurf des Schlachtkreuzers vom Typ B-65 der nach dem 'Maru-5-Keikaku-Plan' gebaut werden sollte.

Nach dem 3. Kreis-Bauprogramm von 1937 und dem 4. Kreis-Bauprogramm von 1939 fuhr die japanische Marine mit einem weiteren Bauprogramm fort. Dieser Plan sollte in zwei Phasen den Ausbau der Marine bis zum Jahre 1950 entwerfen. Er orientierte sich an der „Liste der Schiffe im Besitz der Marine im Jahre 1950“.
Der Two-Ocean Navy Act, auch Vinson-Walsh Act (Vinson-Walsh-Gesetz) genannt, wurde am 19. Juli 1940 vom US-Kongress verabschiedet. Es wurde eine Vergrößerung der Marine der Vereinigten Staaten um 70 % beschlossen, die damit in die Lage versetzt werden sollte, sowohl im Atlantik als auch im Pazifik eine ausreichend abschreckende Präsenz zu bieten. Es handelte sich dabei um die umfangreichste Vergrößerung in der Geschichte der amerikanischen Marine. Damit wurde nicht nur der 'Kreis 4 Plan' der japanischen Marine übertroffen, auch wurde der Ausbau auf japanischer Seite als Bedrohung für die gesamte Kombinierte Flotte angesehen. Diesem Flottenausbau wollte die kaiserliche Marine den zweistufigen Plan 'Kreis 5' und 'Kreis 6' entgegensetzen.
Die Kosten für den Schiffbau wurden gemäß des Planes auf etwa 4,4 Milliarden Yen geschätzt und sollten in neun Jahren von 1942 bis 1950 eingesetzt werden. Darüber hinaus wurden etwa 2 Milliarden Yen für die notwendigen Ausgaben für Luftrüstung, 1,9 Milliarden Yen für die Erweiterung der Produktionskapazität der Industrie und 500 Millionen Yen für die verstärkte Einrichtung von Ausbildungsstätten für die Streitkräfte geplant.
Nach der Schlacht um Midway 1942, bei der vier Flugzeugträger verloren gingen und die Schlachtschiffe keine Rolle gespielt hatten, wies Vizeadmiral Inoue Shigeyoshi, der damals Chef des Luftfahrthauptquartiers im Marineministerium war, darauf hin, dass die Marineluftwaffe und damit Flugzeugträger gegenüber Schlachtschiffen bevorzugt gebaut werden sollten. Die kaiserliche Marine beschloss, den 'Maru 5 Plan' fallen zu lassen und durch den 'Modifizierten Maru 5 Plan' (改マル5計画, 戦備促進第二次実行計画, Kai-Maru 5 Keikaku) zu ersetzen, der sich mehr auf Flugzeugträger konzentrierte.

## Einheiten
| Schiffstyp        | Klasse                    | Anzahl | Geplante Einheiten                                                                     | Gebaute Einheiten                                                    | Bemerkungen                               |
| ----------------- | ------------------------- | ------ | -------------------------------------------------------------------------------------- | -------------------------------------------------------------------- | ----------------------------------------- |
| Schlachtschiff    | Yamato                    | 1      | Schiff 797                                                                             | Bau nicht begonnen                                                   | 5. Schiff der Yamato-Klasse               |
| Schlachtschiff    | Super-Yamato              | 2      | Schiff 798 & Schiff 799                                                                | Bau nicht begonnen                                                   | Nur projektiert, mit 50,8-cm-Geschützen   |
| Schlachtkreuzer   | Entwurf B65               | 2      | Schiff 795 & Schiff 796                                                                | Bau nicht begonnen                                                   |                                           |
| Flugzeugträger    | Unryū                     | 1      | Schiff 800                                                                             | Bau nicht begonnen                                                   | 7. Schiff der Unryū-Klasse                |
| Flugzeugträger    | Entwurf G14               | 2      | Schiff 801 & Schiff 802                                                                | Bau nicht begonnen                                                   |                                           |
| Leichter Kreuzer  | Ōyodo                     | 5      | Ōyodo, Schiff 810 - 814                                                                | Ōyodo                                                                | Nur ein Schiff fertiggestellt             |
| Leichter Kreuzer  | Flugabwehrkreuzer Shokatu | 4      | Shokatu, Schiff 815 - 818                                                              | Bau nicht begonnen                                                   |                                           |
| Zerstörer         | Shimakaze                 | 16     | Schiff 733 – Schiff 748                                                                |                                                                      | Bauaufträge nicht vergeben bzw. storniert |
| Zerstörer         | Akizuki                   | 16     | Schiff 770 – Schiff 785                                                                |                                                                      | Baufträge nicht vergeben                  |
| U-Boot            | I-400                     | 1      | I-400 (Schiff 714)                                                                     | I-400                                                                |                                           |
| U-Boot            | I-9                       |        | I-9, I-10, (Schiff 700 & 701)                                                          | I-9, I-10                                                            |                                           |
| U-Boot            | Typ B 1                   | 8      | I-15, I-17, I-19, I-21, I-23, I-25, I-26, I-27 (Schiff 702–709)                        | I-15, I-17, I-19, I-21, I-23, I-25, I-26, I-27                       |                                           |
| U-Boot            | Typ C                     | 3      | I-46, I-47, I-48, (Schiff 710–712)                                                     | I-46, I-47, I-48                                                     |                                           |
| U-Boot            | Senho                     | 3      | I-351, I-352, I-353, (Schiff 730–732)                                                  | I-351, I-352, I-353                                                  |                                           |
| U-Boot            | Kaichū VII                | 9      | Ro-35, Ro-36, Ro-37, Ro-38, Ro-39, Ro-40, Ro-41, Ro-42, Ro-43, (Schiff 715–723)        | Ro-35, Ro-36, Ro-37, Ro-38, Ro-39, Ro-40, Ro-41, Ro-42, Ro-43        |                                           |
| U-Boot            | Kaidai VII                | 10     | I-176, I-177, I-178, I-179, I-180, I-181, I-182, I-183, I-184, I-185, (Schiff 154–163) | I-176, I-177, I-178, I-179, I-180, I-181, I-182, I-183, I-184, I-185 |                                           |
| U-Boot            | Ro-100                    | 9      | Ro-100, Ro-101, Ro-102, Ro-103, Ro-104, Ro-105, Ro-106, Ro-107                         | Ro-100, Ro-101, Ro-102, Ro-103, Ro-104, Ro-105, Ro-106, Ro-107       |                                           |
| Kaibōkan          | Shimushu                  | 4      | Shimushu, Kunashiri, Ishigaki, Hachijo, (Schiff 790–793)                               | Shimushu, Kunashiri, Ishigaki, Hachijo                               |                                           |
| Seeflugzeugträger | Nisshin                   | 1      | Nisshin, (Schiff 809)                                                                  | Nisshin                                                              |                                           |
| Tanker            | Irako                     | 1      | Irako                                                                                  | Irako                                                                |                                           |
| Tanker            | Kazahaya                  | 2      | Kazahaya, Hayasui, Schiff 307, (Schiff 305–307)                                        | Kazahaya, Hayasui                                                    |                                           |
| Werkstattschiff   | Akashi                    | 2      | Schiff 840, Schiff 841                                                                 |                                                                      | Bauaufträge nicht vergeben                |